# Epactoides major
Epactoides major är en skalbaggsart som beskrevs av Renaud Maurice Adrien Paulian 1991. Epactoides major ingår i släktet Epactoides och familjen bladhorningar. Inga underarter finns listade i Catalogue of Life.